# Villigster Forschungsforum zu Nationalsozialismus, Rassismus und Antisemitismus
Das Villigster Forschungsforum zu Nationalsozialismus, Rassismus und Antisemitismus e.V. ist eine Einrichtung zur Erforschung der Geschichte und Wirkung der genannten Weltanschauungen und Ideologien. Sie steht in enger Beziehung zum Evangelischen Studienwerk Villigst. Erste und zweite Vorsitzende des Vereins sind Dana Ionescu und Maria Coors.

## Geschichte und Zweck
Es wurde im September 2000 von Promovierenden des Evangelischen Studienwerks mit Sitz im Haus Villigst in Schwerte gegründet. Schwerpunkt ihrer Arbeit war die Holocaust- und Genozidforschung. 2003 ließ sich das Forschungsforum als Verein eintragen. Er verfolgt einen interdisziplinären Ansatz von geistes-, sozial- und rechtswissenschaftlichen Disziplinen. Der erste gewählte Vorstand bestand aus dem ersten Vorstandsvorsitzenden Hans-Joachim Hahn und der zweiten Vorstandsvorsitzenden Astrid Mignon Kirchhof. Nach einiger Zeit übernahm Kirchhof den Vorstandsvorsitz und Hahn den zweiten Vorstandsvorsitz.
Zwischen dem Studienwerk und dem Forschungsforum besteht ein Kontakt und Austausch. Insbesondere sollen die Projekte des Studienwerks auf dem Gebiet der Holocaust- und Antisemitismusforschung unterstützt werden und eine überregionale bzw. internationale Vernetzung von Wissenschaftlern hergestellt werden. Das Forschungsforum bietet verschiedene Veranstaltungen wie international besetzte Tagungen und jährliche Mitgliederversammlungen, aber auch öffentliche Symposien und Workshops (Jüdisches Museum Berlin, Gedenkstätte Deutscher Widerstand u. a.) sowie Forschungsprojekte und wissenschaftliche Publikationen zum Themenkreis an.

## Organisation und Mitglieder
Der Vorstand besteht aus (Stand 2020):
| - Dana Ionescu, 1. Vorsitzende - Maria Coors, 2. Vorsitzende - Lukas Uwira, Schatzmeister - Niklas Lämmel, Schriftführer | - Patricia Zhubi, Vorstandsmitglied - Michael Höttemann, Vorstandsmitglied |

Dem Kuratorium gehören an:
- Knut Berner[10]

Weitere Mitglieder sind u. a.:
- Christine Achinger[11]
- Sina Arnold[12]
- Zarin Aschrafi
- Michael Becker[13]
- Jakob Baier
- Sebastian Bischoff[14]
- Tobias Blümel[15]
- Katharina Bock[16]
- Nicolai Busch[17]
- Doreen Cerny
- Markus End,[18]
- Paul Erxleben[19]
- Reiner Fenske
- Lutz Fiedler[20]
- Ole Frahm[21]
- Claudia Globisch[22]
- Thomas Gloy[23]
- Marc Grimm[24]
- Corry Guttstadt
- Hans-Joachim Hahn[25],
- Melanie Hallensleben[26]
- Philipp Henning
- Kathrin Hoffmann-Curtius
- Klaus Holz
- Christoph Huber[27]
- Detlev Humann
- Ruth Huppert
- Maximilian Huschke[28]
- Bodo Kahmann[29]
- Michael Karpf
- Olaf Kistenmacher
- Franziska Krah[30]
- Susann Lewerenz
- Ulrike Löffler
- Magdalena Marsovszky
- Jakob Müller[31]
- Andreas Pangritz
- Hannah Peaceman[32]
- Friedrich Pieper[33]
- Daniel Poensgen
- Agnieszka Pufelska
- Torsten Roeder
- Sandra Rokahr[34]
- David Schmiedel
- Helmut Schmitz
- Kai E. Schubert
- Frank Schuster
- Christian Staffa
- Markus Streb[35]
- Matti Traußneck
- János Varga[36]
- Paul Vehse
- Sebastian Voigt
- Michael von Dufving
- Volker Weiß
- Fabian Wendler[37]
- Mirjam Wenzel
- Charlotte Wiemann

## Veröffentlichungen
An mehreren Arbeiten waren Vereinsmitglieder beteiligt. Folgende Publikation wurde durch das Forschungsforum herausgegeben:
- Das Unbehagen in der „dritten Generation“. Reflexionen des Holocaust, Antisemitismus und Nationalsozialismus (= Villigst-Profile. Band 3). Lit Verlag, Münster 2004, ISBN 3-8258-7281-5.

Die Referate der 2009 stattfindenden Fachtagung am Alfried Krupp Wissenschaftskollegs Greifswald, Ressentiment und Erinnerung: Europas radikale Rechte und der Zweite Weltkrieg, wurden in folgendem Sammelband zusammengestellt:
- Claudia Globisch, Agnieszka Pufelska, Volker Weiß (Hrsg.): Die Dynamik der europäischen Rechten. Geschichte, Kontinuitäten und Wandel. VS Verlag, Wiesbaden 2011, ISBN 978-3-531-17191-3.